# Evippe (figlia di Tirimma)
Evippe (in greco antico: Εὐίππη?) o Euippe ("cavalla buona") è un personaggio della mitologia greca, figlia di Tirimma, re di Dodona. Diede alla luce Leontofrone (o Eurialo), figlio di Odisseo. Compare nella tragedia di Sofocle l'Eurialo.

## Mitologia
Evippe mandò suo figlio a Itaca con delle tavolette sulle quali aveva scritto "segni di riconoscimento", affinché Leontofrone fosse riconosciuto dal padre. Quando arrivò il giovane però, Odisseo era assente. Sua moglie Penelope al suo ritorno lo convinse a sopprimere Leontofrone, sostenendo ch'egli si fosse recato a Itaca con l'intenzione di uccidere il padre. Odisseo seguì, senza riflettere, le indicazioni di Penelope e lo uccise.

### Fonti
- Andrea Debiasi, L'epica perduta: Eumelo, il Ciclo, l'occidente, Roma, L'Erma di Bretschneider, 2004, ISBN 88-8265-312-9.